# Varhany
Varhany (někdy označované za „královský nástroj“, v mnoha dalších jazycích je název odvozen z latinského organum '(hudební) nástroj') jsou největší a mechanicky nejsložitější hudební nástroj, respektive jsou strojem užívaným v hudbě (varhanní stroj). Varhany se způsobem tvorby zvuku řadí mezi vícehlasé aerofony a svou mechanikou současně mezi klávesové nástroje. Největší varhany mohou mít až sedm manuálů (klaviatur), dvě pedálnice (klaviatury pro nohy), desítky rejstříků a až desítky tisíc píšťal velikosti od 11 mm do 20 m. Osoba hrající na varhany se nazývá varhaník (organista), stavitel a opravář varhan jako varhanář (organolog).

## Historie

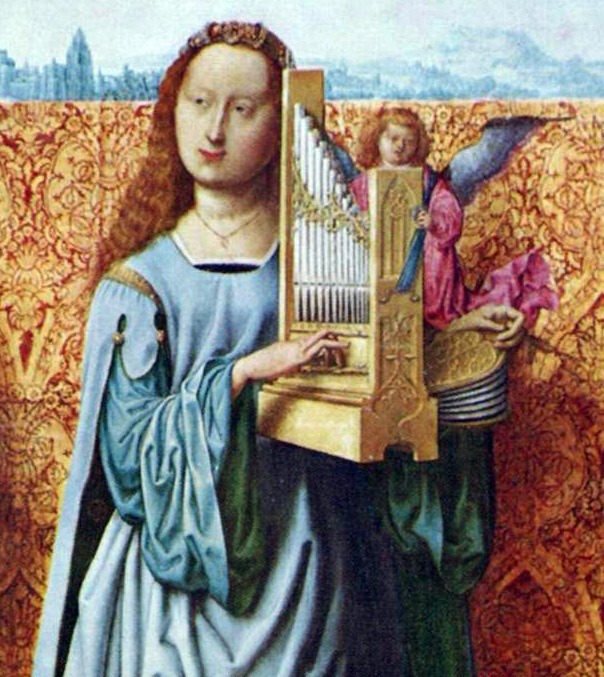
Portativ z malby „Svatá Cecílie hraje na varhany“ od mistra oltáře sv. Bartoloměje, 1501)

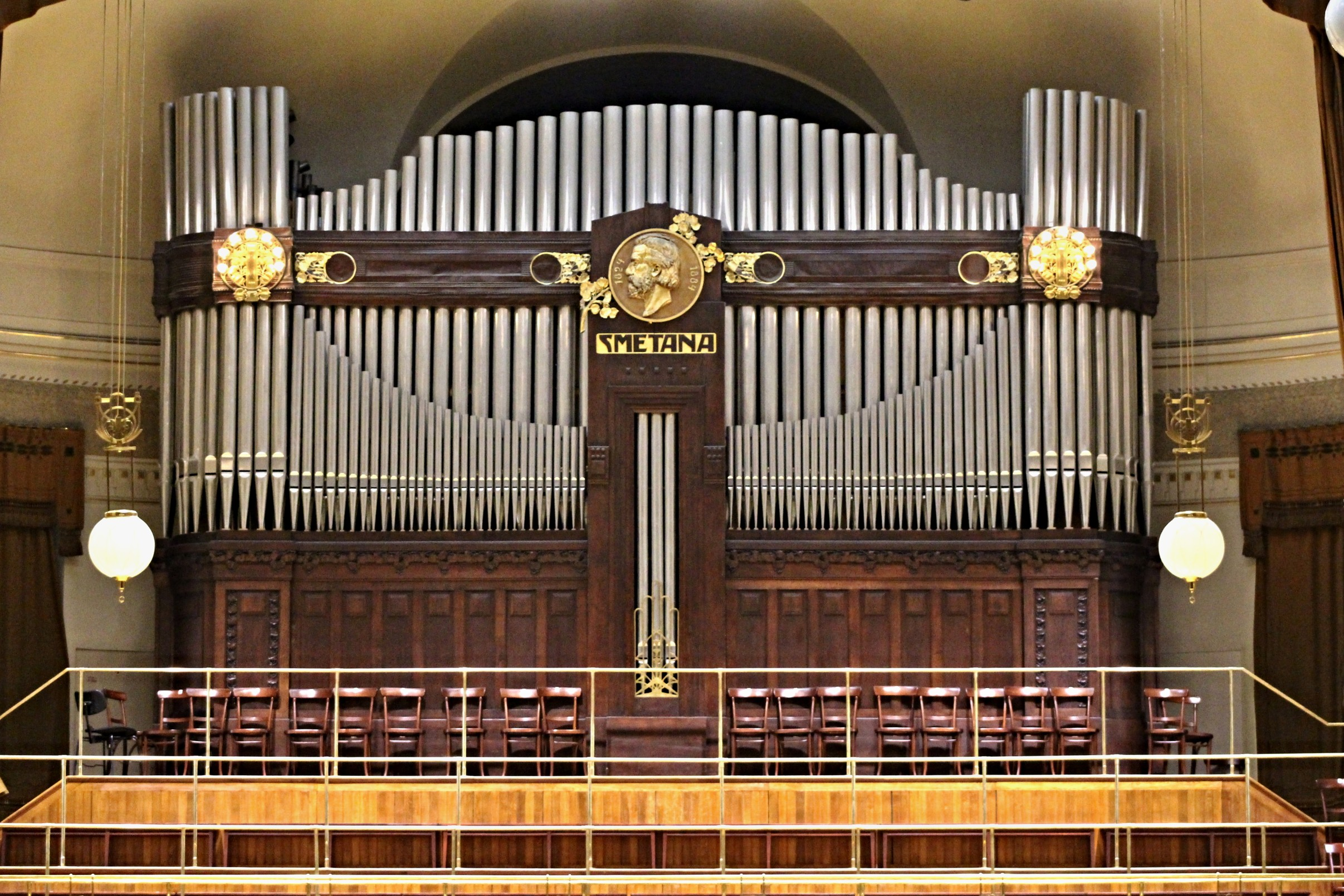
Varhany ve Smetanově síni Obecního domu v Praze

Za primitivní předchůdce varhan lze považovat Panovu flétnu. Dlouhá staletí usilovného zvětšování a zdokonalování dala vznik „královskému“ nástroji, který zdobí největší katedrály světa stejně jako malý venkovský kostelík. Jsou nadále budovány i v moderních koncertních sálech. Rozsahem menším příbuzným nástrojem je harmonium.
Největší službu umění vykonaly varhany v době hudebního baroka, kdy se na ně provozovaly velkolepé koncerty. Ale hlas varhan neztratil své kouzlo ani dnes – svědčí o tom vyprodané varhanní koncerty ať v koncertních síních s moderními elektrifikovanými nástroji, nebo ve chrámech s historickými nástroji. V Praze je takovou historickou koncertní síní např. bazilika sv. Jakuba na Starém Městě. Pro varhany psali hudbu skladatelé všech dob (Johann Sebastian Bach v období baroka, Antonín Dvořák v době romantismu či Petr Eben v moderní hudbě) a každá doba měla také své slavné varhaníky a stavitele těchto nástrojů.
České varhanářství bylo velmi ovlivněno varhanářstvím německým, proto jsou někdy uvedeny také německé pojmy. Mezi tradiční české výrobce varhan patří od roku 1873 krnovská firma RIEGER-KLOSS (dnes RIEGER - KLOSS VARHANY, s.r.o.), která již vyrobila 3732 varhan do všech světadílů. Mezi nejvýznamnější německé varhanáře patřil Johann Silbermann.

## Princip tvorby zvuku
Tóny se v něm tvoří v dřevěných nebo kovových píšťalách buď chvěním vzduchových sloupců, nebo chvěním kovových jazýčků (podle druhu píšťal). Stlačený vzduch se do píšťal vhání obvykle měchem. Různorodosti barvy tónů varhan se dosahuje akustickým spoluzněním alikvotních tónů vznikajících v několika píšťalách současně. Tento princip odpovídá elektrofonické aditivní syntéze používané u elektronických hudebních nástrojů.

## Části varhan

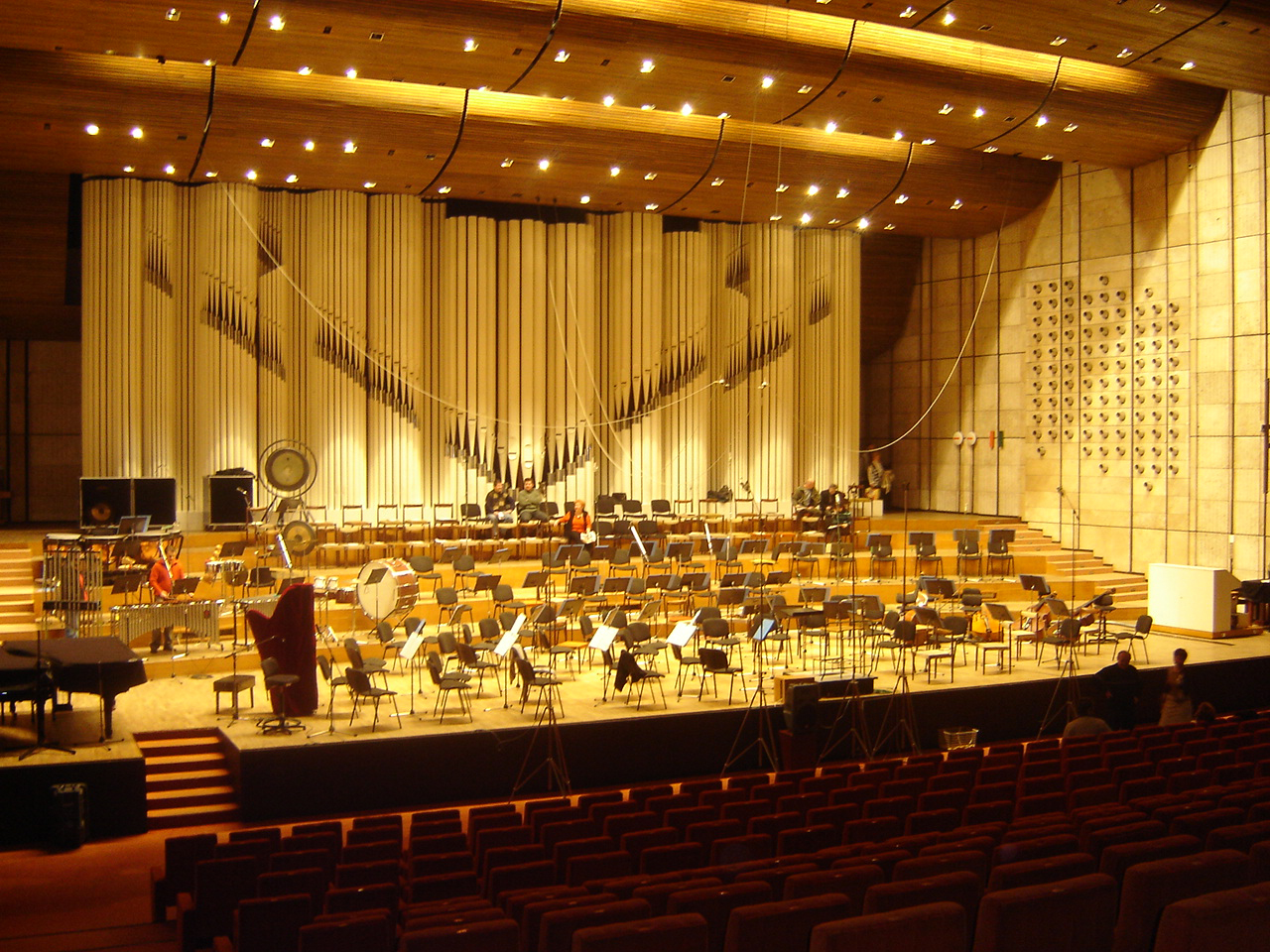
Největší varhany na Slovensku v bratislavské koncertní síni RTVS

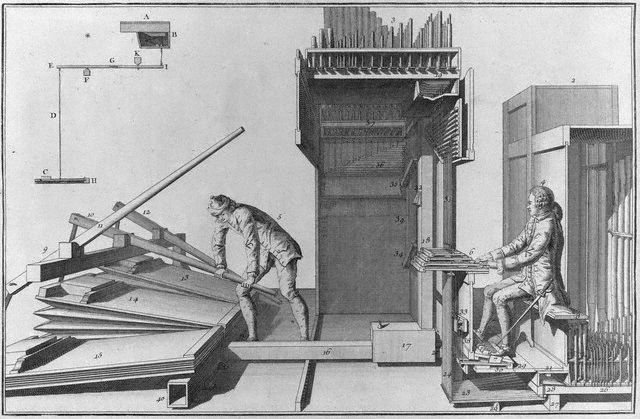
Stavba varhan

### Stroje
Varhany sestávají z více strojů.
Jednotlivé stroje mívají různou velikost a zpravidla bývají umístěny na různých místech a podle toho mívají i své vlastní pojmenování, např.:
- Hlavní stroj – zpravidla největší stroj
- Horní stroj – stroj umístěný nad hlavním strojem
- Prsní stroj – stroj umístěný před hráčem (tj. zpravidla pod hlavním strojem, který bývá umístěn výše)
- Pozitiv – menší stroj
- Zadní pozitiv – positiv umístěný za zády hráče (zpravidla v zábradlí kruchty)
- Žaluziový stroj – stroj umístěný ve skříni, uzavíratelný žaluziemi pro plynulé tlumení zvuku
- Pedál – stroj s basovými píšťalami, ovládaný zpravidla pedálnicí (pedálem)

Zejména v romantické době se stavěly stroje i na dalších místech:
- Spodní stroj – stroj umístěný zpravidla po obou stranách v úrovni hracího stolu
- Zadní stroj – stroj umístěný za hlavním strojem
- Vzdálený stroj – stroj umístěný ve větší vzdálenosti, např. až na druhé straně kostela

Každý ze strojů bývá tradičně umístěn ve vlastní varhanní skříni, ale může být umístěno i více strojů v jedné skříni. Naproti tomu může být i jeden stroj rozdělen do více skříní – např. pedál do dvou skříní po obou stranách hlavního stroje.
Obvykle je každý ze strojů ovládán jedním manuálem (klaviaturou) nebo pedálnicí (pedálem) hracího stolu, proto počet strojů obvykle odpovídá počtu manuálů a pedálů u varhan. Pedál mají varhany zpravidla jen jeden (výjimkou jsou španělské varhany, které mívají pedály dva).
V českých kostelích nejčastěji nacházíme dvoumanuálové varhany, které mají zpravidla hlavní stroj, positiv a pedál. Varhany ve větších kostelích bývají trojmanuálové, výjimečně čtyřmanuálové – i ve velkých koncertních síních. Naproti tomu malé varhany mohou být i jen jednomanuálové s pedálem. Malé varhánky, které by měly jen jeden manuál bez pedálu, se nenazývají varhanami, ale positivem. Malý přenosný positiv se nazývá portativem.
Každý stroj má svoji vlastní vzdušnici, která nese píšťaly. Ke každému stroji vede od hracího stolu traktura. Zdroj vzduchu naopak bývá pro všechny stroje společný, i když některé stroje mohou mít vlastní vyrovnávací měch.

#### Píšťaly

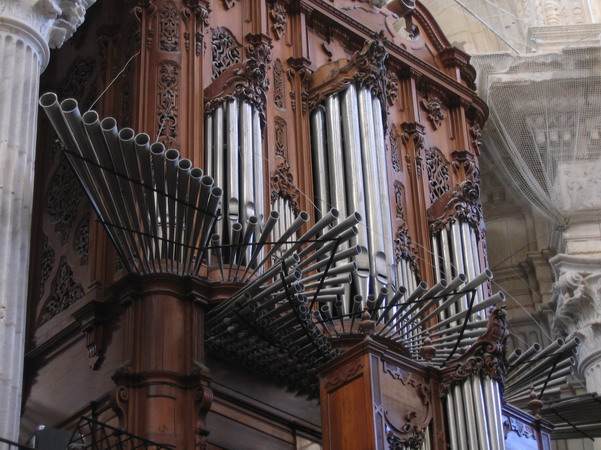
Píšťaly jazykového rejstříku „horizontální trompeta“

Zdrojem zvuku u varhan jsou různé píšťaly. Prouděním vzduchu skrz ně (nebo vibracemi kovového jazýčku) vzniká zvuk. Délka píšťaly rozhoduje o frekvenci zvuku; čím je píšťala delší, tím hlubší tón vydává. Každá píšťala může hrát pouze jeden tón – zvuk varhan vzniká simultánním hraním více píšťal najednou. Hlasitost tónu ovlivňuje tlak vzduchu.
Píšťaly lze rozdělit podle různých kritérií:
- dle fyzikálního způsobu vzniku zvuku:
  - retné (labiální): Zvuk zde vzniká chvěním vzduchového sloupce, podobně jako u zobcové flétny. Výška tónu je dána především délkou kmitajícího vzduchového sloupce:
    - otevřené: Horní konec píšťaly je otevřený, a proto se délka kmitajícího sloupce rovná délce akustické půlvlny. Tyto píšťaly produkují kromě základního tónu sudé i liché alikvoty.
      - válcovité – nejběžnější tvar píšťal
      - kónické – nahoru se zužující
      - trychtýřovité – nahoru se rozšiřující

    - kryté (kryty): Horní konec píšťaly je uzavřený pohyblivou zátkou (kvůli ladění) a proto se délka kmitajícího sloupce rovná délce akustické čtvrtvlny. Tyto píšťaly produkují kromě základního tónu jen liché alikvoty.
    - polokryté: Přechod mezi otevřenými a krytými – jejich základní kmitočet leží také mezi. Zpravidla jsou konstruovány jako:
      - trubicové: zátka má v sobě otvor, zpravidla ještě se vsazenou trubicí
      - kónické: jejich průřez se směrem nahoru zužuje, nahoře je malý otvor

  - jazykové (jazyky): Zvuk vzniká chvěním kovového jazýčku, jehož rozměry a materiál určuje výšku tónu; délka těla píšťaly (rezonátor) má vliv pouze na zabarvení výsledného zvuku, ale jeho výšku podstatně neovlivňuje.
    - jazykové píšťaly nárazné: Jazyk zde naráží podobně jako např. plátek u klarinetu nebo u hoboje. Zvuk takové píšťaly je ostrý, obsahuje množství harmonických (alikvotních) tónů.
    - jazykové píšťaly průrazné: Jazyk zde prokmitává podobně jako např. plátek u harmoniky nebo u harmonia. Zvuk takové píšťaly je kulatější, obsahuje méně harmonických (alikvotních) tónů.
- dle materiálu:
  - dřevěné, zpravidla s obdélným průřezem
  - kovové, zpravidla s kruhovým průřezem:
    - zpravidla cínové (tj. ze slitiny cínu a olova)
    - v gotické době, ale někdy i dnes, měděné
    - u levných varhan nebo z dob, kdy bylo cínu nedostatek (za války, po válce) zinkové. (Za války docházelo často k rekvírování varhanních píšťal, podobně jako kostelních zvonů, na strategickou surovinu pro zbrojní průmysl. Zinkové píšťaly se pak často používaly jako náhražka cínových.)
    - výjimečně z jiných materiálů (amatérské konstrukce, levné domácí varhánky, portativy, hračky, extravagantní nápady atd): papír, sololit, překližka, umělé hmoty apod.
- dle mensury (viz níže):
  - píšťaly s normální mensurou
  - píšťaly široké
  - píšťaly úzké

Podle uvedených kritérií pak celé píšťalové řady vytvářejí rejstříky. Přitom se však v průběhu rejstříku může měnit jak mensura, tak i použitý materiál (ve spodní části dřevo, v horní cín) či stavba (ve spodní části kryté, ve střední polokryté a v horní otevřené).

#### Rejstříky

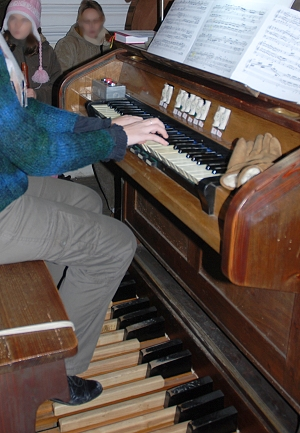
Hra na varhany

Každý stroj sestává z několika řad píšťal čili rejstříků (registrů), které je zpravidla možno nezávisle zapínat a vypínat. (To je vymoženost od doby renesance; v gotických varhanách zpravidla hrály všechny rejstříky najednou.)
Každý rejstřík sestává z řady píšťal, uspořádaných nejčastěji v půltónové stupnici, které mají shodnou barvu a další parametry (hlasitost) zvuku. Píšťaly hlubokých či naopak velmi vysokých tónů mohou mít z různých důvodů tvar, materiál i konstrukci odlišnou od zbývajících, přesto (nebo právě proto) budou znít stejně. Kolika a jakými rejstříky varhany disponují se nazývá dispozice. Každý stroj může mít jiný počet rejstříků a rejstříky jednotlivých strojů se liší, čímž se dosahuje různé síly i charakteru zvuku při hře na různé manuály.
Výška rejstříku vypovídá o tom, v jaké výšce píšťaly znějí. Udává se podle toho, jakou délku má otevřená labiální píšťala nejnižšího tónu, který je zpravidla na klávese velké C. Udává se ve stopách (ft, někdy se značí také čárkou ') a většinou jde o celočíselnou mocninu čísla 2 (takže klasické rejstříky mají výšky 1' , 2' , 4' , 8' a 16' – vyšší rejstříky nalezneme jen na velikých varhanách).
Názvů rejstříků je téměř nepřeberné množství (mohou jich být stovky; většina takových až exotických názvů vznikala v romantice, kdy se varhanáři pod tlakem módy snažili napodobit všechny možné zvuky, například ptačí cvrlikání, lidský hlas – vox humana, názvy různých hudebních nástrojů apod.) Proto uvedeme jen několik základních:
- Otevřené píšťaly:
  - Normální mensura:
    - Principál je prakticky základním rejstříkem téměř každých varhan. Nejčastěji kovový, v základní délce u hlavního stroje má 8 stop. U dalších strojů nebo u menších varhan a positivů může být jen 4stopý nebo 2stopý.
    - Oktáva: zpravidla stejné konstrukce a mensury jako principál, posazená o oktávu výš (tj. např. pro 4stopý principál bude oktáva 2stopá)
    - Superoktáva: další oktáva nad oktávou

  - Široká mensura:
    - Flétna

  - Úzká mensura:
    - Salicionál
    - Gamba

  - Mixtura: Rejstřík složený z několika řad malých píšťal, vytváří zvukovou korunu (posiluje alikvotní tóny) nad principály.
- Kryté píšťaly:
  - Kryt velký (Copula major): Zpravidla osmistopý základní rejstřík u strojů, ve kterých principál na osmistopé posici není disponován. Zpravidla (ve spodních partiích) dřevěný.
  - Kryt malý (Copula minor): O oktávu výše posazený nad velkým krytem, tj. čtyřstopý.
  - Bourdon: Zpravidla 16stopý, či 8stopý, zpravidla dřevěný rejstřík disponovaný na hlavním stroji středně velkých či větších varhanách.
  - Subbas: 16stopý zpravidla dřevěný rejstřík, zpravidla základní rejstřík disponovaný v pedálu.
  - Echobas: Zpravidla jde o subbas o nižším tlaku vzduchu (většinou je snížen asi o jednu třetinu)
- Jazykové píšťaly (u českých varhan jsou spíše vzácností, disponují se většinou jen do větších varhan)
  - Trubka (Trompeta): 8stopý rejstřík na hlavním stroji, jeho zvuk je lesklý, čistý.
  - Hoboj: Disponován spíše na slabším manuálu. 8stopý.
  - Bombard: Zpravidla 16stopý rejstřík v pedálu, či manuálu. Jeden z nejhlasitějších rejstříků varhan.
  - Pozoun: Nejčastěji 16stopý rejstřík v pedálu.
  - Regál: Často na pozici základních rejstříků u malých portativů. U velkých varhan disponován v 32stopé až 4stopé poloze na slabších manuálech či v pedálu.
  - Ophicleide: Výkonný, většinou 16stopý rejstřík v pedálu (výjimku tvoří Contra Ophicleide – 32stopá varianta). Jeho varianta zvaná Grand Ophicleide je nejhlasitějším varhanním rejstříkem.

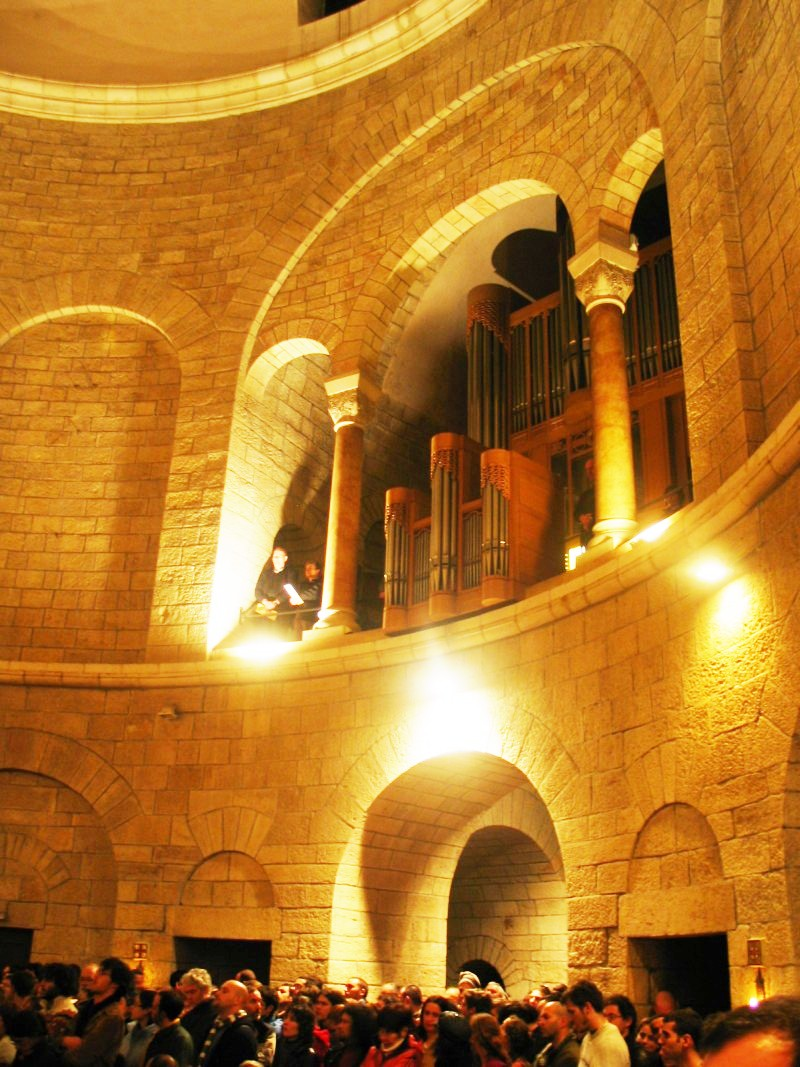
Varhany v římskokatolické katedrále Dormitio Beatae Mariae Virginis, postavené na hoře Sionu v Jeruzalémě (Izrael)

#### Vzdušnice
Řady píšťal jsou postaveny na vzdušnici, ze které proudí do píšťal vzduch. Každý stroj má ve varhanní skříni zpravidla jednu vzdušnici, nesoucí příslušné řady píšťal, ovšem u větších varhan mohou být píšťaly rozděleny i mezi více vzdušnic. Vzdušnice obsahuje ventily, ovládané hráčem prostřednictvím hracího stolu, ze kterého se pohyb kláves přenáší do vzdušnic pomocí traktury. Dále je zde zařízení, které umožňuje hráči zvolit, které řady píšťal budou v činnosti, tj. rejstříkovat. Existují různé způsoby řešení. Nejznámější systémy jsou:
- Zásuvková vzdušnice: Hrací ventily vpouští vzduch do tónových kancel, což jsou malé komůrky nad hracími neboli tónovými ventily - každá klávesa totiž ovládá jeden takový ventil. Z kancel pak proudí vzduch otvory do píšťal. V cestě mu ale ještě stojí zásuvky, což jsou posuvné lišty s otvory, ovládané manubrii od hracího stolu prostřednictvím rejstříkové traktury. Pokud se otvory v lištách kryjí s otvory ve vzdušnici, je rejstřík zapnut a vzduch může proudit do příslušných píšťalových řad. Tato vzdušnice byla typickou pro mechanickou trakturu v renesanční a barokní éře stavby varhan.
- Kuželková vzdušnice: Píšťaly stojí na rejstříkových kancelách, což jsou dlouhé komory, probíhající pod celými řadami píšťal. Do těchto komor se pouští vzduch přes rejstříkové ventily. Z rejstříkových kancel se pouští vzduch do jednotlivých píšťal vlastními kuželkovými ventily. Znamená to, že každá píšťala má svojí příslušnou kuželku. Tónová traktura pak musí najednou zdvihat kuželky pro všechny rejstříky daného stroje. Tyto vzdušnice našly rozšíření za romantické éry, zvláště pak ve spojení s pneumatickou trakturou.

Kromě těchto dvou nejznámějších způsobů uspořádání mohou existovat i jiné systémy a jejich různé kombinace.

#### Varhanní skříň
Varhanní skříň je to, co je zpravidla na každých varhanách nejvíce vidět. Varhany mohou mít více skříní, případně skříň dělenou. Každá skříň skrývá varhanní stroj, jehož hlavní částí je, jak jsme uvedli, vzdušnice, nesoucí řady píšťal. (Někdy ovšem může být jeden stroj např. symetricky rozdělen do dvou skříní anebo naopak jedna skříň může ukrývat více strojů.) Z varhanního stroje jsou zpravidla vidět pouze přední píšťaly, kterým bývá věnována zvláštní umělecká pozornost; řada těchto předních, viditelných píšťal se nazývá prospekt.
Nebývá zvláštností, že varhanní skříň, na rozdíl od vlastních varhan, navrhuje, vyrábí či restauruje jiný řemeslník či jiná firma. Na varhanní skříni je kromě akustických a technických parametrů významná i stránka výtvarného provedení, která zpravidla koresponduje s provedením interiéru kostela a s jeho architekturou. Samozřejmě by ale styl varhanní skříně měl korespondovat i se stylem varhan.

#### Traktura

Princip činnosti mechanické traktury při zásuvkové vzdušnici

Rozvádí pohyby kláves a rejstříkových manubrií či klapek do jednotlivých strojů. Traktura může být:
- mechanická – pracuje zpravidla pomocí táhel (abstrakty), pák, úhelníků, hřídelí) a dalších mechanických elementů
- pneumatická – pomocí vzduchových trubiček, které ovládají vzduchová relé
  - tlakový systém – při stlačení klávesy stoupne tlak v pneumatické traktuře
  - výpustný systém – při stlačení klávesy poklesne tlak v pneumatické traktuře
- elektrická – pomocí kontaktů a elektrických kabelů se přivádí el. proud do elektromagnetů, ovládajících ventily
- mechanicko–elektrická – kombinace obojího.

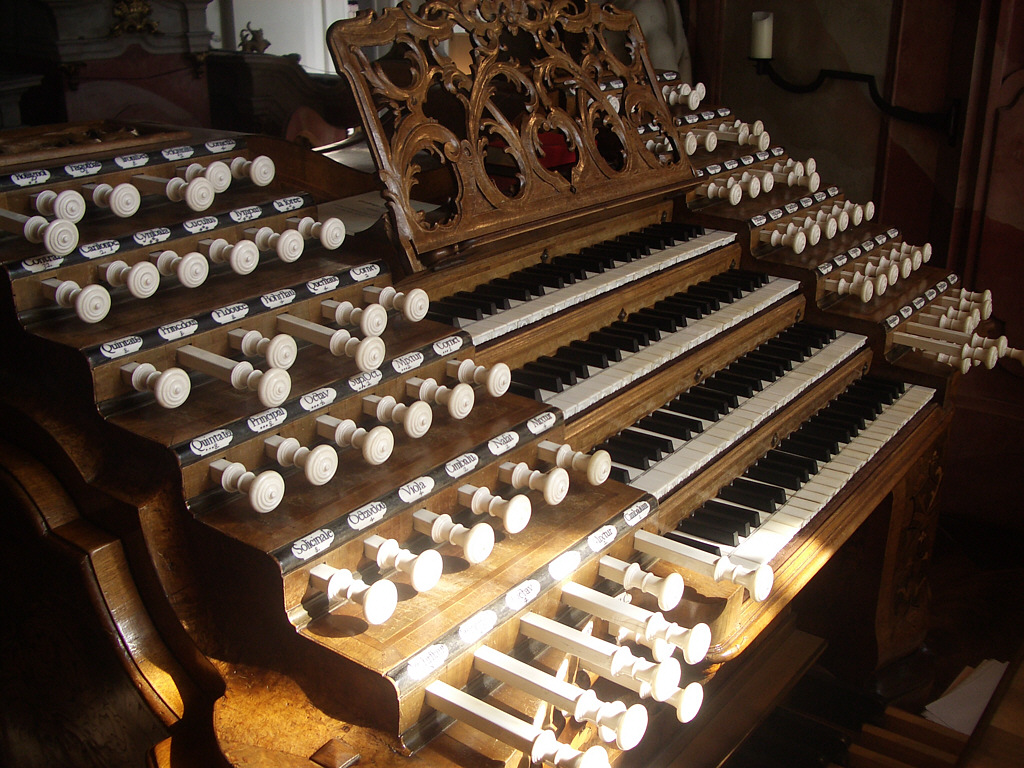
Hrací stůl varhan, bazilika sv. Martina, Weingarten

### Hrací stůl
Hrací stůl umožňuje varhaníkovi ovládat všechny varhanní stroje z jednoho místa. Zpravidla je každý varhanní stroj ovládán jedním manuálem, sestávajícím z řady kláves, neboli tastaturou, neboli klaviaturou, neboli klavírem, podobným, jaký známe např. u harmonia nebo u fortepiana; basový stroj je zpravidla ovládán pedálem, neboli pedálnicí, sestávající z řady pedálových kláves. Během hry může varhaník využívat různé manuály a tím měnit charakter zvuku. Kromě manuálů jsou na hracím stole umístěna rejstříková táhla (manubria) či klapky, která umožňují i během hry zapínat a vypínat jednotlivé rejstříky. U komplikovaných skladeb, které vyžadují časté rejstříkování, proto varhaníkovi může vypomáhat druhá osoba, tzv. registrátor. Volba vhodných rejstříků je podstatnou součástí toho, jak je ta či ona varhanní skladba interpretována. V některých případech autor varhanní skladby použití vhodných rejstříků předepíše, často ale leží volba registrace na interpretovi, který musí volit rejstříky podle toho, jaké rejstříky jsou u těch kterých varhan k dispozici.

### Zdroj vzduchu
Stlačenému vzduchu, určenému k rozeznívání píšťal, případně i k pohonu pneumatické traktury, se ve varhanářské terminologii říká vítr.
- Měchy – tradiční zdroj větru, poháněný kalkantem (měchy jsou poháněny ručním či nožním pohonem)
- Ventilátor – v současnosti používaný zdroj větru, poháněný elektromotorem, s regulátorem (tento zdroj vzduchu umožňuje stavbu větších varhan - u těch největších by musely být stovky kalkantů!)

V obou případech se stlačený vzduch vede nejprve do zásobního měchu (hlavního měchu), který vyrovnává tlak vzduchu, a teprve potom je rozváděn vzduchovými kanály do jednotlivých vzdušnic. Při jiných tlacích na jednotlivých manuálech se používají ještě „pomocné měchy“. Používaný tlak vzduchu je různý, zpravidla od 50 mm vodního sloupce až do 2500 mm vodního sloupce.

## Tónový rozsah

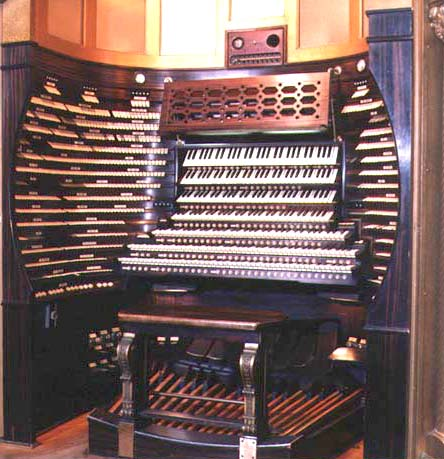
Sedmimanuálový hrací stůl největších varhan v Atlantic City, Convention Hall

Tónový rozsah varhan, nahlížený podle rozsahu manuálu, se může zdát (ve srovnání s jinými klávesovými nástroji, např. s klavírem, čembalem nebo harmoniem) poměrně malý, neboť zpravidla obnáší čtyři až čtyři a půl oktávy (některé varhany ovšem mají až sedmioktávový manuál): od velkého C do tříčárkovaného c, případně tříčárkovaného d, f, g, až čtyřčárkovaného c.
Tento rozsah se týká rejstříku v základní poloze, kterou je 8 stop. Vzhledem k tomu, že varhany mohou obsahovat rejstříky od 64 stop až po 1 stopu, může být jejich celkový tónový rozsah 6–9 oktáv. Proto se říká, že varhany jsou hudebním nástrojem, který má největší tónový rozsah (nepočítáme-li elektronické zdroje zvuku). Varhanám se také říká královský nástroj, protože je to opravdu král mezi nástroji.

## Nej…

### Největší varhany

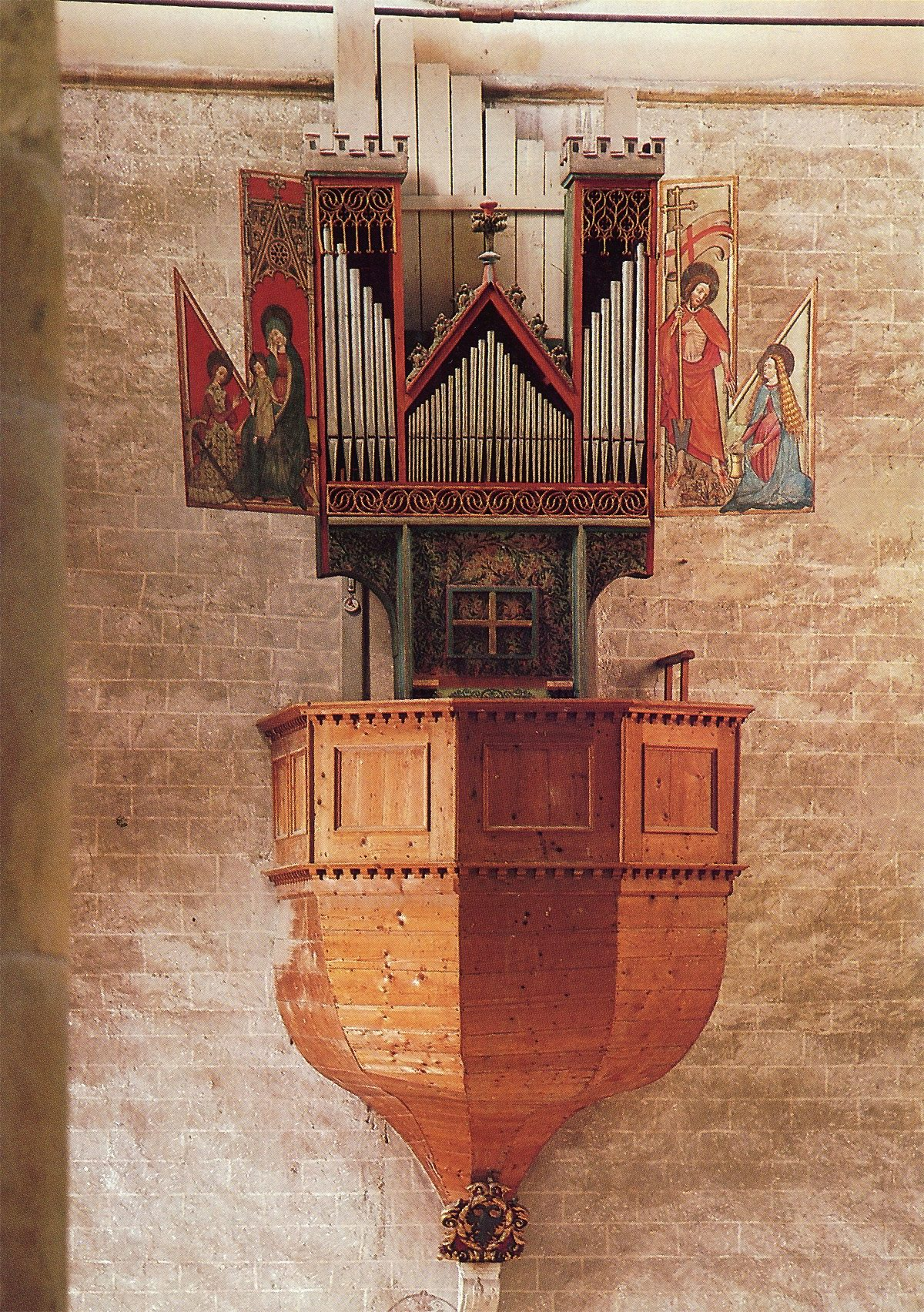
Sion, nejstarší funkční varhany v Notre-Dame-de-Valère

- na světě: Atlantic City Boardwalk Hall (dříve Convention Hall), New Jersey: 7 manuálů, 1 pedál, 1255 rejstříků, 33 112 píšťal. Největší píšťala měří přes 19 metrů (rejstřík zvaný Diaphone-Dulzian, jeden ze dvou skutečných 64stopých rejstříků), nejtěžší váží 1 tunu. Hala má 41 000 míst k sezení. Některé píšťaly vydávají tóny pod subkontraoktávovou polohu s osmi kmity za sekundu, jiné zase vydávají zvuk o síle 130 dB na vzdálenost 1 metru (rejstřík Grand Ophicleide – tlak vzduchu je zde 100'' (2,5 m vodního sloupce – vysokotlaké rejstříky většinou nepoužívají tlak vzduchu větší než 35 cm vodního sloupce), což tyto varhany činí nejhlasitějším a vůbec největším hudebním nástrojem, který byl kdy postaven. Varhany byly ovšem poškozeny různými událostmi (např. hurikán nebo nepozornost dělníků) a proto je v současné době asi jen 30 % varhan funkčních (jedna z osmi komor – Right Stage).[3][4][5]
- na světě (plně provozuschopné): Wanamaker Grand Court Organ, Philadelphia: 6 manuálů, 1 pedál, 28 604 píšťal.
- největší chrámové varhany – Pasov, dóm sv. Štěpána: 5 manuálů, 233 rejstříků, 17 974 píšťal[6]

#### Česká republika
V České republice se o post největších varhan dělí dva nástroje. Z hlediska počtu píšťal je největší nástroj v chrámu sv. Jakuba staršího v Praze 1 na Starém Městě se 4 manuály, 1 pedál, 91 rejstříkem (95 při započtení transmisí) a 8 277 píšťalami. Z hlediska počtu rejstříků jsou za největší považovány nově zrekonstruované varhany v kostele sv. Mořice v Olomouci, které disponují 8 stroji, 5 manuály, 1 pedálem, 95 rejstříky a 8 012 píšťalami. Některými zdroji uváděný údaj 135 rejstříků a 10 400 píšťal nelze srovnávat se specifikacemi ostatních nástrojů, neboť jsou kromě znějících rejstříků číslovány i spojky (ovládací prvky) a do počtu píšťal zahrnuta i tzv. „zvuková centra“.

### Nejstarší varhany
- dochované a dosud funkční: v Sionu v bazilice Notre-Dame de Valère: 1 manuál, 1 pedál, 8 rejstříků (postaveny koncem 14. století)[13]
- funkční v Česku: v kostele Nejsvětější Trojice ve Smečně (postaveny 1587, přestavěny 1621, zrekonstruovány 1999 do podoby z konce 16. století)[14]
- v Praze: chrám Matky Boží před Týnem na Starém Městě pražském z roku 1673: 2 manuály[15]

### Unikátní varhany v Česku
- Plaské varhany – raně barokní varhany z roku 1688 v Plaském klášteře

Kamenná divadla v Česku, která mají své stálé divadelní varhany, jsou:
- Národní divadlo v Praze
- Příbramské divadlo[16]
- Janáčkovo divadlo v Brně
- Jihočeské divadlo[17]
- Stálá divadelní scéna v Klatovech

Kromě kostelů, kaplí, koncertních síní a divadel mívají varhany i obřadní síně a některé další významné prostory, například Velká aula Karolina.